# میگوئل آنخل روسو
میگوئل آنخل روسو (انگلیسی: Miguel Ángel Russo؛ زادهٔ ۹ آوریل ۱۹۵۶) یک بازیکن فوتبال و سرمربی اهل آرژانتین است.